# Dellwo und Sänger
Kriminalhauptkommissar Friedrich Dellwo, gespielt von Jörg Schüttauf, und Andrea Sawatzki als Kriminaloberkommissarin Charlotte Sänger waren von 2002 bis 2010 das Ermittlerteam der Frankfurter Mordkommission. Sie sind fiktive Personen der ARD-Krimireihe Tatort und des Hessischen Rundfunks.

## Hintergrund
Der Ermittlungsort ist Frankfurt am Main. Bis auf zwei Folgen, bei denen jeweils einer der beiden Kommissare allein ermittelte, agierten Dellwo und Sänger immer gemeinsam.
Gedreht wurden insgesamt 18 Folgen, vorwiegend in Frankfurt/Main und Umgebung, Königstein, Falkenstein und Umgebung, Rumpenheim und in der Wetterau.

## Figuren aus den Frankfurter Tatort-Folgen

### Friedrich Dellwo

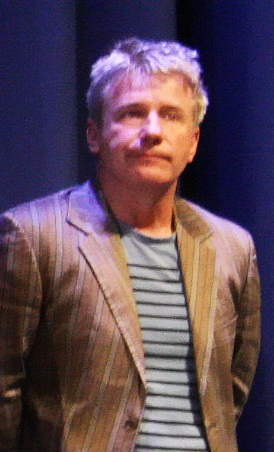
Jörg Schüttauf alias Fritz Dellwo

Kriminalhauptkommissar Friedrich „Fritz“ Dellwo ist der Leiter der Ermittlungsgruppe 3 der Mordkommission in Frankfurt und Mitte der 1960er Jahre geboren. Er arbeitet solide und gewissenhaft mit eher klassischen Ermittlungsmethoden. Er ist sehr sportlich, wovon auch seine Teilnahme am Frankfurt-Marathon zeugt. Auch handwerkliches Geschick kann er aufweisen und repariert auch mal selbst Wasserleitungen. Der notwendige Ehrgeiz für eine leitende Position beim BKA fehlt ihm allerdings, auch wenn er mit der Nachfolge von Fromm, dem Leiter der Mordkommission liebäugelt.
Er hat die Mittlere Reife und begann danach seinen Polizeidienst, bereits mit Anfang 20 arbeitet er erfolgreich im Bereich der Aufklärung von Tötungsdelikten und hat sich im Laufe der Jahre bis zum Kriminalhauptkommissar emporgearbeitet. Er ist der Vorgesetzte von Kriminaloberkommissarin Charlotte Sänger, schätzt ihre Arbeit und lässt ihr dabei relativ viel Freiraum. Fritz Dellwo hatte Steffi, seine Jugendliebe, geheiratet und mit ihr in einem Neubaugebiet ein Reihenhaus gekauft. Da sie keine Kinder haben, allerdings den Hund Balou, haben sich beide irgendwann auseinandergelebt. Nach der Trennung muss Fritz das Haus verkaufen und erwirbt vom Erlös eine Wohnung, die er allerdings nicht beziehen kann. Er findet Unterkunft bei der Kollegin Sänger und zieht in die Etage ein, in der vorher Charlottes Eltern gewohnt hatten, bis er schließlich eine Hochhauswohnung findet, in der er sich endlich häuslich einrichten kann. Mit seiner Kollegin verbindet ihn eigentlich viel mehr, als sich beide gegenseitig eingestehen. Doch er bleibt skeptisch gegenüber jeder Art von Beziehungen.
Ansonsten ist er passionierter Motorradfahrer und repariert auch schon mal den Motor im Wohnzimmer, was er sich als Single durchaus leisten kann. Seine Leidenschaft für die Musik von Led Zeppelin lebt er sogar im Büro aus. So steht dort nicht nur sein Plattenspieler, sondern auch die ganze Schallplattensammlung, die aber niemand außer ihm selber anfassen darf. Er hat noch eine Mutter in einem Altenheim in Fulda, die Weihnachten stets bei seinen Schwestern und deren Kindern verbringt.

### Charlotte Sänger

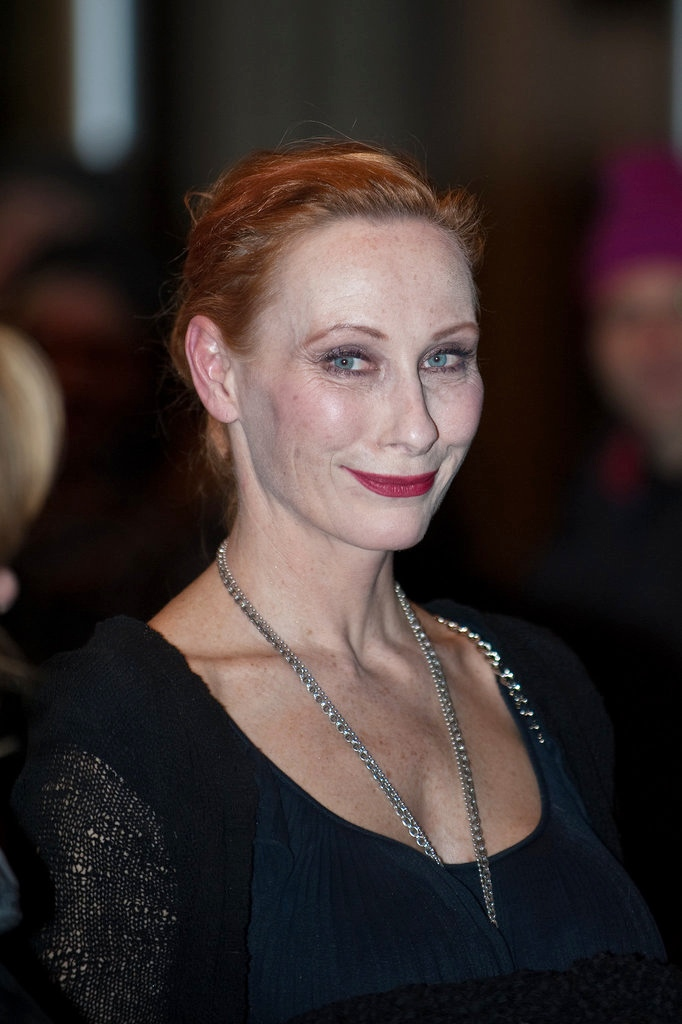
Andrea Sawatzki alias Charlotte Sänger

Kriminaloberkommissarin Charlotte Sänger ist Ende der 1960er Jahre in Frankfurt geboren und auch dort aufgewachsen. Zunächst wollte sie Archäologie studieren, hat sich dann aber für die Arbeit bei der Polizei entschieden. Nach drei Jahren im Wirtschaftsdezernat wechselt sie in die Mordkommission und damit zur Ermittlungsgruppe von Hauptkommissar Friedrich Dellwo. Besonderes Interesse hat sie an der genauen Fallanalyse. Sie hat eine sehr gute Kombinationsgabe mit großem analytischem Scharfsinn. So gelingt es ihr, sich in Täter oder Opfer hineinzuversetzen, und sie kommt dadurch der Lösung oft sehr nah, was mitunter auch gefährlich für sie wird. Dass sie eine treffsichere Schützin ist, muss sie im Einsatz nur selten beweisen, dafür verliert sie gelegentlich ihre Dienstwaffe.
Privat wirkt die Oberkommissarin eher unnahbar. Sie salzt ihr Essen gerne nach, mag keine Würstchen, dafür aber Zitroneneis. Sie kleidet sich schlicht und unauffällig und lehnt Pelze ab. Bei der Männerwelt findet sie aber durchaus Interesse. Selbst der Leiter der Mordkommission, Rudi Fromm, macht ihr Avancen, denen sie jedoch recht hilflos gegenübersteht. Auch wenn sie sich oft nach einer festen Partnerschaft sehnt, hat sie meist keine feste Beziehung im Sinn.
Charlotte Sänger besitzt eine eigene Wohnung im Haus ihrer Eltern. Ihr Vater Walter Sänger arbeitete bis zu seinem Ruhestand als Chemiefacharbeiter. Ihre Mutter Annegret erkrankte an Alzheimer und wurde zum Pflegefall. Nachdem ihre Eltern grausam getötet wurden, nahm sie ihren Kollegen Dellwo in deren frei gewordener Wohnung auf, froh, nicht allein im großen Haus leben zu müssen. Als er wieder auszieht, ist sie darüber nicht sehr glücklich, zumal sie sich ungern von Vertrautem trennt. So trägt sie auch so manche Seelenlast mit sich herum, verweigert es aber, eine Therapie zu machen. Ihre Fitness erhält sie sich durch das Formationstanzen. Hier zeigt sie ihre ganze Leidenschaft, auch wenn sie das Training oftmals aus dienstlichen Gründen vorzeitig beenden muss. Ihre Gruppe nimmt sogar an den Landesmeisterschaften teil wie etwa dem Großen Preis der Stadt Frankfurt.

### Weitere Figuren
- Leiter der Mordkommission Rudi Fromm – Peter Lerchbaumer
- Oberstaatsanwalt Dr. Scheer – Thomas Balou Martin
- Kriminalassistentin Ina Springstub – Chrissy Schulz
- Rechtsmedizinerin Christiane von Basedow – Iris Böhm
- Kriminalassistent Jan Gröner (2006–2008) – Sascha Göpel – wird in Folge 714 erschossen
- Herr Sänger, Charlotte Sängers Vater (2002–2003) – Hans Weicker – wird in der Folge Das Böse gemeinsam mit seiner pflegebedürftigen Ehefrau ermordet

## Folgen mit Dellwo und Sänger
| Fall | Titel                                             | Erstausstrahlung | Folge | Drehbuch                          | Regie                 | Besonderheiten |
| ---- | ------------------------------------------------- | ---------------- | ----- | --------------------------------- | --------------------- | --- |
| 1    | Oskar                                             | 21. Apr. 2002    | 498   | Niki Stein                        | Niki Stein            | |
| 2    | Frauenmorde                                       | 09. Mär. 2003    | 526   | Niki Stein                        | Niki Stein            | |
| 3    | Das Böse                                          | 21. Dez. 2003    | 552   | Niki Stein                        | Niki Stein            | Deutscher Fernsehpreis 2004 (Bester Schauspieler Fernsehfilm) an Ulrich Tukur |
| 4    | Janus                                             | 18. Apr. 2004    | 564   | Klaus-Peter Wolf                  | Klaus Gietinger       | Günter-Strack-Fernsehpreis 2004 an Nadja Bobyleva |
| 5    | Herzversagen (Folge 226 trägt den gleichen Titel) | 17. Okt. 2004    | 575   | Thomas Freundner, Stephan Falk    | Thomas Freundner      | Adolf-Grimme-Preis an Andrea Sawatzki, Jörg Schüttauf, Stephan Falk und Thomas Freudner, Deutscher Fernsehkrimipreis, nominiert für den Deutschen Fernsehpreis 2005 |
| 6    | Wo ist Max Gravert?                               | 17. Apr. 2005    | 595   | Lars Kraume                       | Lars Kraume           | Publikumspreis beim Deutschen Fernsehkrimipreis 2006 |
| 7    | Leerstand                                         | 09. Okt. 2005    | 609   | Niki Stein                        | Niki Stein            | |
| 8    | Das letzte Rennen                                 | 29. Okt. 2006    | 644   | Judith Angerbauer, Lars Kraume    | Edward Berger         | Hessischer Fernsehpreis an Andrea Sawatzki und Jörg Schüttauf Erster Einsatz von Sascha Göpel: als Jan Gröner, |
| 9    | Der Tag des Jägers                                | 03. Dez. 2006    | 649   | Niki Stein                        | Niki Stein            | |
| 10   | Unter uns                                         | 14. Okt. 2007    | 676   | Katrin Bühlig                     | Margarethe von Trotta | Nominiert für den Adolf-Grimme-Preis 2008 |
| 11   | Bevor es dunkel wird                              | 25. Nov. 2007    | 680   | Henriette Piper                   | Martin Enlen          | Günter-Strack-Fernsehpreis 2008 an Karoline Schuch |
| 12   | Der frühe Abschied                                | 12. Mai 2008     | 698   | Judith Angerbauer                 | Lars Kraume           | Darsteller-Sonderpreis an Lisa Hagmeister und Tom Schilling beim Deutschen Fernsehkrimipreis 2008 |
| 13   | Waffenschwestern                                  | 14. Dez. 2008    | 714   | Michael Proehl                    | Florian Schwarz       | Sänger ermittelt allein |
| 14   | Der tote Chinese                                  | 28. Dez. 2008    | 716   | Hendrik Handloegten, David Keller | Hendrik Handloegten   | Nominiert für den Adolf-Grimme-Preis 2009. Sonderpreis an Kameramann Peter Przybylski beim Deutschen Fernsehkrimipreis 2009 |
| 15   | Neuland                                           | 15. Feb. 2009    | 722   | Bernd Lange                       | Manuel Flurin Hendry  | Hessischer Fernsehpreis 2009 an Nina Kunzendorf; Dellwo ermittelt allein |
| 16   | Architektur eines Todes                           | 06. Sep. 2009    | 740   | Judith Angerbauer                 | Titus Selge           | |
| 17   | Weil sie böse sind                                | 03. Jan. 2010    | 751   | Michael Proehl                    | Florian Schwarz       | Deutscher Fernsehpreis 2010 als Bester Fernsehfilm. Nominiert für den Adolf-Grimme-Preis 2010. Darsteller-Sonderpreis an Milan Peschel beim Deutschen Fernsehkrimipreis 2010. Hessischer Fernsehpreis 2010 (Beste Schauspieler) an Matthias Schweighöfer und Milan Peschel. |
| 18   | Am Ende des Tages                                 | 05. Sep. 2010    | 770   | Titus Selge                       | Titus Selge           | Letzter Fall dieses Ermittlerteams |

## Rezeption
In der Zuschauergunst und der Liste der beliebtesten „Tatort“-Ermittler liegt das Duo Sänger/Dellwo mit knapp über sieben Millionen Zuschauern auf Platz 13. Markus Ehrenberg meinte jedoch im Tagesspiegel: „Trotzdem, oder vielleicht gerade deswegen, gehören ein paar der 18 Krimis des Hessischen Rundfunks mit Charlotte Sänger und Fritz Dellwo zum Besten, was der Edelkrimi bislang hervorgebracht hat.“
Arne Willander bei Welt.de schreibt: „Unter all (den Tatortkommissarinnen) ist Andrea Sawatzki die unwahrscheinlichste Polizistin: ein fragiles Wunderwesen einerseits – und andererseits eine bittere Kämpferin gegen die miserable menschliche Natur. Der auf bewundernswert diskrete Weise glaubwürdige und wackere Jörg Schüttauf ist indes ein Mann ohne Illusionen, ein Existenzialist der Kriminologie.“